# Chiesa ortodossa in America
La Chiesa ortodossa in America (in inglese: Orthodox Church in America - OCA) è una giurisdizione della Chiesa ortodossa stabilita in Nord America. La sua autocefalia è riconosciuta dalla Chiesa ortodossa russa, ma non dal Patriarcato di Costantinopoli.
Il suo primate è il metropolita Ticone (nato Marc Raymond Mollard), eletto il 13 novembre 2012 e intronizzato il 27 gennaio 2013. La sede dell'OCA si trova a Washington, e comprende più di 700 parrocchie, con missioni, comunità, monasteri e istituzioni localizzate principalmente negli Stati Uniti e in Canada, sebbene con una certa presenza in Messico e in Australia. Secondo le stime stesse dell'OCA, il numero stimato di fedeli varia da un minimo di 27 169 a un massimo di 1 064 000.

## Storia
La storia dell'OCA iniziò con l'arrivo di otto monaci ortodossi russi sull'isola Kodiak, in Alaska, allora territorio russo, nel 1794. I monaci stabilirono una missione, che divenne una diocesi della Chiesa ortodossa russa per l'Alaska e le Isole Aleutine dopo che gli Stati Uniti comprimevano il territorio in Russia nel 1867. Durante il XIX secolo, la Chiesa ortodossa russa era cresciuta. In altre aree degli Stati Uniti a causa dell'arrivo di immigrati europei e mediorientali. Molti di questi immigrati, indipendentemente dalla loro nazionalità o etnia, erano uniti sotto quella diocesi.
A causa degli sconvolgimenti causati dalla rivoluzione russa del 1917, il patriarca Tichon di Mosca (che, dopo essere stato vescovo di Alaska, era divenuto nel 1900 primo vescovo ortodosso "d'America" con sede a New York dal 1902 prima di tornare in Russia nel 1907) autorizzò, dal 1920, tutte le chiese ortodosse russe fuori dalla Russia ad autogovernarsi fintanto che non ci fosse coordinamento o una buona comunicazione dalla sede patriarcale. Questa direttiva è stata applicata come base per la dichiarazione di autonomia di alcune chiese, anche in assenza delle loro condizioni di eccezionalità. Mentre molte diocesi erano poste sotto la giurisdizione di altre chiese ortodosse, un gran numero di ortodossi negli Stati Uniti si incontrò nel 1924 nella cosiddetta Chiesa greco-ortodossa russa in America (informalmente nota come metropolita), con il metropolita Platone (Rozhdestvensky). È stata riconosciuta per la sua autocefalia dal Patriarcato di Mosca nel 1970, quando è stata ribattezzata Chiesa ortodossa in America. Sebbene l'autocefalia dell'OCA non sia universalmente riconosciuta da tutte le Chiese ortodosse autocefale, è in piena comunione con loro.

## Eparchie
La Chiesa ortodossa in America comprende 3 arcieparchie, 8 eparchie e 3 giurisdizioni etniche (ethnic dioceses):
- Arcieparchia di Pittsburgh e della Pennsylvania occidentale
- Arcieparchia di Washington
- Arcieparchia del Canada
- Eparchia dell'Alaska
- Eparchia della Pennsylvania orientale
- Eparchia del Messico
- Eparchia degli Stati Uniti d'America medio-occidentali
- Eparchia della Nuova Inghilterra
- Eparchia di New York e New Jersey
- Eparchia del sud
- Eparchia dell'ovest
- Arcieparchia albanese d'America
- Eparchia bulgara d'America
- Eparchia rumena d'America